# Ron Barber
Ronald Sylvester "Ron" Barber, född 25 augusti 1945, är en amerikansk politiker och var medlem av representanthuset mellan 2012 och 2015.
Ron Barber och hans fru Nancy bor i Tucson, Arizona; paret har två döttrar. Paret Barbers driver ett litet företag tillsammans.